# Juego de las habas
El juego de las habas, en mapudungun awar kuden o, antiguamente, lügün, es un juego tradicional de los mapuches.
Se juega entre dos personas que lanzan por turnos ocho habas. Cada haba tiene uno de sus lados pelado y teñido con carbón y cada jugador dispone de veinte fichas (kow) para marcar los tantos.
Antes de iniciar el juego, los jugadores presentan un objeto que dará al otro si pierde. Como se trata de un juego de niños, normalmente los objetos apostados son prendas o juguetes. Se dispone un trozo de tela u otra superficie que sirva de tablero y los jugadores se sitúan frente a frente, con las fichas a un costado de su cuerpo.
Los turnos de lanzamiento se componen de varias tiradas. En cada tirada, el jugador lanza sus habas sobre el tablero mientras canta para llamar a la buena suerte. Si las ocho habas caen "de espalda" (payḻanagün), con el lado pintado hacia arriba, o "de barriga" (lüpünagün), el jugador se anota dos tantos y tiene derecho a una nueva tirada. Si caen la mitad de espalda y la mitad de barriga, se llama paro y vale un tanto, pero también da derecho a una nueva tirada. El turno se acaba cuando no se producen resultados con puntaje.
Quien primero reúne 20 tantos, ha ganado una ronda. El ganador del juego es quien gane dos rondas seguidas.